# 朝志ヶ丘
朝志ヶ丘（あさしがおか）は、埼玉県朝霞市の町名。現行行政地名は、朝志ヶ丘一丁目から四丁目。郵便番号は351-0035。

## 地理
朝霞市の北部に位置し、西で志木市や僅かに新座市と接する。住宅地として利用されており、農地も一部残る。

## 歴史
- 1983年（昭和58年）8月1日 ‐ 第5次住居表示の実施に伴い[4]大字宮戸、大字浜崎、大字田島の各一部から朝志ヶ丘一丁目～四丁目が成立。

## 世帯数と人口
2023年（令和5年）10月1日現在の世帯数と人口は以下の通りである。
| 丁目           | 世帯数    | 人口    |
| -------------- | --------- | ------- |
| 朝志ヶ丘一丁目 | 2,025世帯 | 3,781人 |
| 朝志ヶ丘二丁目 | 853世帯   | 1,547人 |
| 朝志ヶ丘三丁目 | 875世帯   | 1,709人 |
| 朝志ヶ丘四丁目 | 844世帯   | 1,710人 |
| 計             | 4,597世帯 | 8,747人 |

## 小・中学校の学区
市立小・中学校に通う場合、学区は以下の通りとなる。
| 丁目           | 番地 | 小学校                 | 中学校                 |
| -------------- | ---- | ---------------------- | ---------------------- |
| 朝志ヶ丘一丁目 | 全域 | 朝霞市立朝霞第七小学校 | 朝霞市立朝霞第二中学校 |
| 朝志ヶ丘二丁目 | 全域 | 朝霞市立朝霞第七小学校 | 朝霞市立朝霞第二中学校 |
| 朝志ヶ丘三丁目 | 全域 | 朝霞市立朝霞第七小学校 | 朝霞市立朝霞第二中学校 |
| 朝志ヶ丘四丁目 | 全域 | 朝霞市立朝霞第七小学校 | 朝霞市立朝霞第二中学校 |

## 交通

### 鉄道
三原との境界上に東武東上線が通るが町域内に鉄道駅はない。最寄り駅は東武東上線朝霞台駅・JR武蔵野線北朝霞駅、又は東武東上線志木駅である。

### 道路
- 埼玉県道112号和光志木線（中央通り）
- 宮戸橋通り

## 施設
- 北朝霞公民館
- 浜崎団地
- どんぐり公園